# Hauffenia
Hauffenia là một chi ốc nước ngọt nhỏ, động vật thân mềm chân bụng có mài sống trong môi trường nước ngọt trong họ Hydrobiidae.

## Các loài
Các loài thuộc chi Hauffenia bao gồm:
- Hauffenia kerschneri
- Hauffenia minuta
- Hauffenia sp. nov.
- Hauffenia wienerwaldensis